# Người Hoa tại Nhật Bản
Người Nhật Bản gốc Hoa (hay còn gọi là Hoa kiều Nhật Bản) bao gồm những người di cư từ Cộng hòa Nhân dân Trung Hoa và Trung Hoa Dân Quốc và các triều đại đế quốc trước đây đến Nhật Bản và con cháu của họ. Họ có một lịch sử trở lại trong nhiều thế kỷ.

## Lịch sử

### Thời kỳ cổ đại
Những người nhập cư ban đầu đến các hòn đảo Nhật Bản có thể đến từ phía nam, nhưng khoảng 2300 năm trước, số lượng ngày càng tăng đến từ ngày nay là Trung Quốc và Hàn Quốc. Đây không phải là tất cả những người vô danh, một truyền thuyết Trung Quốc về nguồn gốc không rõ ràng rằng Từ Phúc, một phù thủy triều đình nhà Tần, đã được Tần Thủy Hoàng gửi đến núi Bồng Lai (núi Phú Sĩ) vào năm 219 trước Công nguyên để lấy một thuốc trường sinh. Từ Phúc không thể tìm thấy bất kỳ thuốc tiên nào của cuộc sống và miễn cưỡng trở về Trung Quốc vì anh ta biết mình sẽ bị kết án tử hình, thay vào đó, Từ Phúc ở lại Nhật Bản. Những người nhập cư khác cũng được cho là bao gồm các phong trào dân số lớn như của gia tộc Hata.
Tuy nhiên, vị khách Trung Quốc có thể kiểm chứng đầu tiên của Nhật Bản là nhà truyền giáo Phật giáo Phù Tang, người có chuyến thăm năm 49 sau Công nguyên tới một hòn đảo phía đông Trung Quốc có tên là Phù Tang, thường được xác định là Nhật Bản thời hiện đại, được mô tả trong Lương thư thế kỷ thứ 7.
Theo Shinsen Shōjiroku (815), 176 gia đình quý tộc Trung Quốc sống ở Nhật Bản.
Người dân Trung Quốc cũng được biết là đã định cư ở Okinawa trong thời đại Tam Sơn theo lời mời của các vị vua Lưu Cầu; đó là những cố vấn hoàng gia cấp cao sống ở làng Kumemura, chẳng hạn, tuyên bố tất cả đều là hậu duệ của những người nhập cư Trung Quốc.

### Thòi kỳ hiện đại
Trong thời kỳ Minh Trị và Thời kỳ Đại Chính, ước tính có tới 100 000 sinh viên Trung Quốc đã đến học tại Nhật Bản. Nhật Bản gần gũi hơn với Trung Quốc về văn hóa và khoảng cách so với Mỹ và châu Âu. Chi phí để du học tại Nhật cũng thấp hơn nhiều. Chỉ riêng năm 1906, hơn sáu nghìn sinh viên Trung Quốc đã ở Nhật Bản. Hầu hết trong số họ cư trú tại quận Kanda, Tokyo.

## Dân số
Tính đến tháng 6 năm 2015, đã có 650.000 người Trung Quốc tại Nhật Bản. Theo thống kê của Nhân Dân nhật báo tại Nhật Bản, cứ 100 người ở Tokyo thì có một người là người Trung Quốc.
Do sự gần gũi về địa lý, trước khi nhiều người Trung Quốc di chuyển đến sống ở Nhật Bản, và trở thành tịch công dân, quốc tịch Nhật Bản, tại Yokohama, Kobe, Nagasaki theo hình thức khu phố Tàu. Vào cuối tháng 12 năm 2010, số người Hoa ở Tokyo là cao nhất, đạt 164.201, tiếp theo là 56.095 ở Kanagawa và thứ ba ở Osaka, với 51.056. Nó rõ ràng tập trung ở phía đông nam Quan.